# Brent Seabrook
Brent Seabrook (20 de abril de 1985) es un defensor profesional canadiense de hockey sobre hielo. Actualmente juega para los Chicago Blackhawks de la Liga Nacional de Hockey (NHL) y es capitán suplente. Fue el elegido en la primera ronda de los Chicago Blackhawks en 2003. Jugó en la WHL para los Lethbridge Hurricanes donde jugó cuatro temporadas. El 9 de junio de 2010, Seabrook ganó la Copa Stanley con los Chicago Blackhawks y también ganó una medalla de oro en los Juegos Olímpicos de Invierno de 2010. El 24 de junio de 2013, ganó su segunda Copa Stanley con los Blackhawks después de derrotar a los Boston Bruins 4 juegos a 2 en las finales de la Copa Stanley de 2013.
El 17 de septiembre de 2015, Seabrook fue nombrado capitán suplente de los Blackhawks. El 26 de septiembre de 2015, Seabrook firmó una extensión de contrato de 8 años con los Blackhawks.
Su hermano menor Keith juega para los Rockford IceHogs de la AHL.

## Premios
- Ganó la medalla de oro con Canadá en el Campeonato Mundial Sub-18 de la IIHF en 2003.
- Ganó la medalla de plata con Canadá en el Campeonato Mundial Junior de Hockey sobre Hielo en 2004.
- Fue nombrado miembro del equipo WHL East Second All-Star Team en 2005.
- Ganó la medalla de oro con Canadá en el Campeonato Mundial Juvenil de Hockey sobre Hielo en 2005.
- Participó en el Juego de Estrellas Jóvenes de la NHL en 2006.
- Ganó la Copa Stanley con los Chicago Blackhawks en 2010.
- Ganó la medalla de oro con Canadá en los Juegos Olímpicos de Invierno de 2010.
- Ganó la Copa Stanley con los Chicago Blackhawks en 2013.